# Mexique aux Jeux olympiques d'été de 1932
Le Mexique est présent aux Jeux olympiques d'été de 1932, à Los Angeles. C’est la quatrième participation de ce pays aux Jeux olympiques d’été. Il est représenté par une nombreuse délégation de 73 athlètes, dont 2 femmes. En dépit de cet imposant contingent, les Mexicains ne rapportent de Los Angeles que 2 médailles d’argent, se classant en 21e position au bilan médaillé des nations.  

## Tous les médaillés mexicains
| Médaille | Discipline | Épreuve                        | Athlète           |
| -------- | ---------- | ------------------------------ | ----------------- |
| argent   | Boxe       | Poids mouches (-50,8 kg)       | Francisco Cabanas |
| argent   | Tir        | 50 m carabine position couchée | Gustavo Huet      |

## Sources
- (en) Mexique aux Jeux olympiques d'été de 1932 sur olympedia.org
- (fr) Tous les résultats du Mexique sur le site du C.I.O